# Morten Skoubo
Morten Skoubo (Holstebro, 30 giugno 1980) è un ex calciatore danese, di ruolo attaccante.

## Carriera

### Club
Originario di Struer, Skoubo militò in alcune formazioni delle serie minori prima di approdare al Midtjylland nel 2001, anno del suo esordio nella Superliga danese.
Nella sua prima annata nel massimo campionato danese realizzò 19 gol in 27 incontri, spingendo il Borussia Mönchengladbach a ingaggiarlo per l'inizio della stagione 2002-2003. Nel gennaio 2004 fu ceduto in prestito al West Bromwich Albion, con cui scese in campo solo in due circostanze. Fu poi prestato al Brøndby per 600.000 euro.
Nel Brøndby si espresse su livelli simili a quelli conosciuti nel Midtjylland, formando un tandem d'attacco con il nazionale svedese Johan Elmander, con Skoubo come punta centrale e il suo compagno come punta di movimento. I due contribuirono in modo decisivo al raggiungimento del double titolo nazionale-Coppa di Danimarca da parte del club. In un anno e mezzo di militanza nella squadra danese Skoubo fece registrare 29 gol in 63 partite ufficiali, compresi le 2 realizzazioni in 3 match disputati nella Coppa UEFA 2005-2006.
Nel gennaio 2006 fu acquistato dalla Real Sociedad, che versò 2.500.000 euro. Il 19 febbraio 2006 mise a segno il quarto gol più rapido nella storia della Primera División spagnola, depositando in rete il pallone dopo soli 11 secondi dall'inizio della sfida contro il Valencia, poi vittorioso per 2-1.

### Odense
Il 22 giugno 2011 si trasferisce a titolo definitivo all'Odense dove sceglie la maglia numero 11.

### Nazionale
Nella Nazionale danese Under-21 ha esordito nel 2000 continuandoci a giocare sino al 2003, per un totale di 8 apparizioni e 3 centri.
L'11 giugno fece il suo esordio nella Nazionale maggiore.

## Palmarès
- Campionato danese: 1

Brondby: 2004-2005
- Coppa di Danimarca: 1

Brondby: 2004-2005